# Druhový komplex

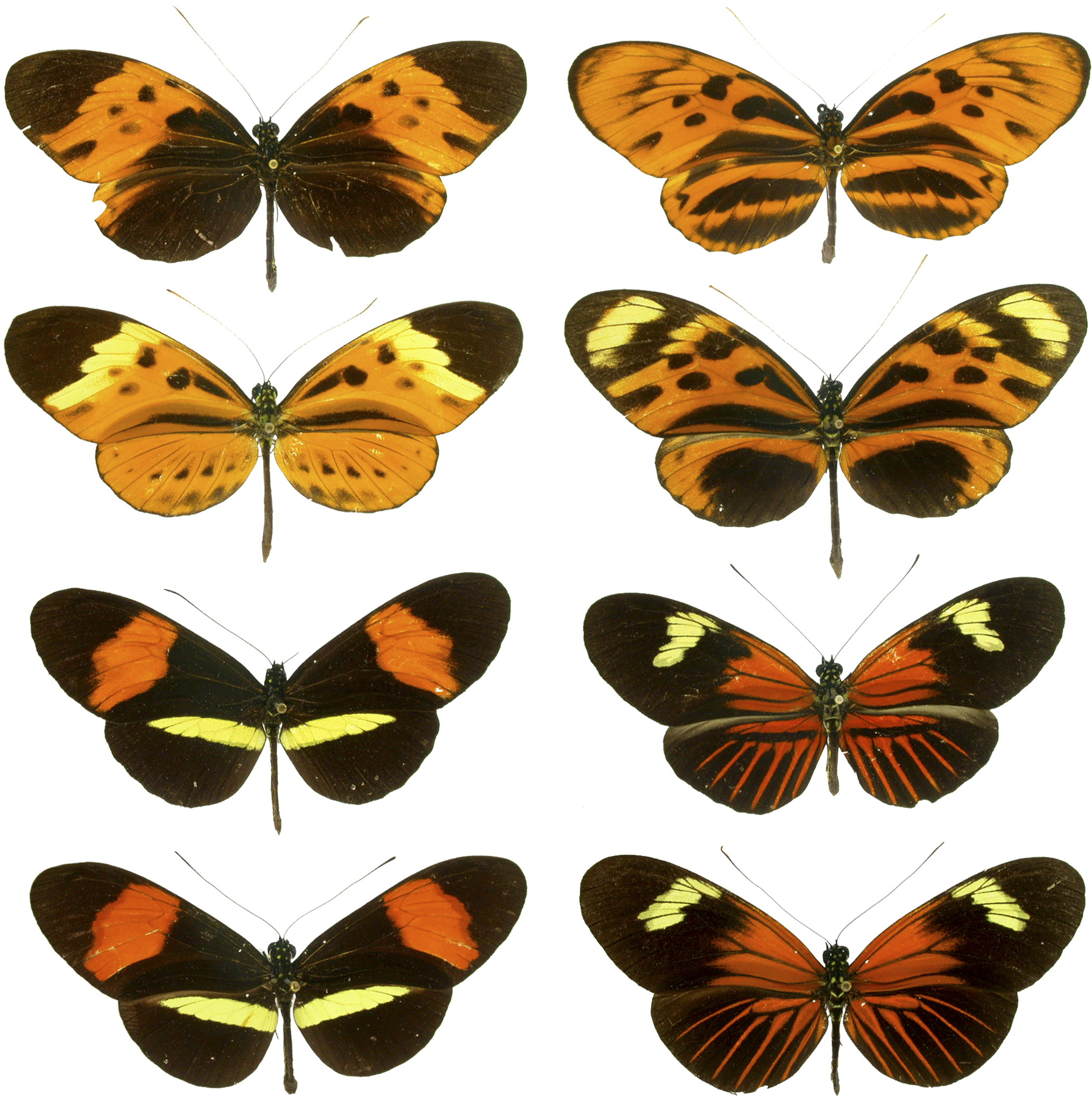
Rod motýlů Heliconius obsahuje některé druhy, které je velmi obtížné odlišit.

V biologii je pojmem druhový komplex označována skupina blízce příbuzných organismů, které jsou si natolik podobné vzhledem a dalšími znaky, že hranice mezi nimi jsou často nejasné. Jednotlivé taxony v komplexu mohou snadno vzájemně hybridizovat, což dále stírá jakékoli rozdíly. Jiné termíny, které se někdy používají jako synonyma, mají přesnější význam: kryptické druhy pro dva nebo více druhů skrytých pod jedním druhovým jménem, sesterské druhy pro dva (nebo více) druhů, které jsou si navzájem nejbližší příbuzní, a druhový roj pro skupinu blízce příbuzných druhů, které žijí ve stejném prostředí. Jako neformální taxonomické kategorie se také používají skupina druhů, agregát druhů, makrodruhy a naddruhy.
Dva nebo více taxonů, které jsou považovány za jeden druh, lze rozdělit na vnitrodruhové taxony (taxony v rámci druhu, jako jsou bakteriální kmeny nebo odrůdy rostlin), což sice je komplex, ale nejde o druhový komplex.
Druhový komplex je ve většině případů monofyletická skupina se společným předkem, existují však výjimky. Může jít o rané stádium po speciaci, ale může jít o populace oddělené po dlouhou dobu, aniž by se vyvíjely morfologické rozdíly.
Druhové komplexy existují ve všech skupinách organismů a jsou určovány na základě pečlivého studia rozdílů mezi jednotlivými druhy s využitím drobných morfologických detailů, testů reprodukční izolace nebo metod založených na zkoumání DNA, jako je například molekulární fylogenetika. Existence extrémně podobných druhů může vést k podcenění místní i globální druhové diverzity. Rozpoznání podobných, ale odlišných druhů je důležité pro kontrolu chorob a škůdců a v ochranářské biologii, i když stanovení hranic mezi druhy může být ze své podstaty obtížné.

## Definice
Za druhový komplex je obvykle považována za skupina blízkých, přesto však odlišných druhů. Tento koncept je úzce spjat s definicí druhu. Moderní biologie chápe druh jako „samostatně se vyvíjející metapopulační linii “, ale uznává, že kritéria pro vymezení druhů mohou záviset na studované skupině. U mnoha druhů tradičně definovaných pouze na základě morfologické podobnosti se ukazuje, že jde o několik odlišných druhů, pokud se použijí jiná kritéria, jako jsou například genetická diferenciace nebo reprodukční izolace.
V užším smyslu se termín používá pro blízké druhy, mezi nimiž došlo nebo dochází k hybridizaci, což vede k přechodným formám a setření hranic mezi druhy.
Někteří autoři tento termín používají pro druhy s vnitrodruhovou variabilitou, která může být známkou probíhající nebo počínající speciace. Příkladem jsou prstencové druhy nebo druhy s poddruhy, u kterých často není jasné, zda by měly být považovány za samostatné druhy.

### Související pojmy
Řada pojmů se používá jako synonyma pro druhový komplex, některé však mohou mít mírně odlišný nebo užší význam. V nomenklatuře zoologie a bakteriologie nejsou definovány žádné taxonomické stupně na úrovni mezi podrodem a druhem, naproti tomu botanická nomenklatura definuje čtyři stupně pod úrovní rodu (sekce, podsekce, série a podsérie). K označení druhového komplexu se používají různá neformální taxonomická řešení.
Kryptický druhodlišné druhy, které jsou chybně klasifikovány (a skryty) pod jedním druhovým jménem, používá se i v případě druhů, o nichž se ví, že jsou odlišné, ale nelze je rozlišit na základě morfologie.
Sesterské druhykryptické druhy se stejným fylogenetickým původem.
Druhový rojmonofyletická skupina blízce příbuzných druhů žijících ve stejném ekosystému.
Superdruhneformální označení pro druhový komplex kolem jednoho reprezentativního druhu.
Druhový agregátdruhový komplex, specificky u rostlinných taxonů, kde dochází k polyplodii a apomixii. K označení se používá zkratka agg. za binomickým názvem druhu.
Sensu latolatinsky "v širším smyslu" se zkratkou s.l. za binomickým jménem, používá se k označení druhového komplexu reprezentovaného daným druhem.

## Identifikace
Rozlišení blízkých druhů v rámci komplexu je často založeno na velmi malých rozdílech, které mohou být zjistitelné například pouze pod mikroskopem. Někdy však mezi druhy nejsou žádné morfologické rozdíly. V těchto případech je nutno rozlišovat na základě jiných znaků, například životní historie druhu, chování, fyziologie a karyologie.
Standardem pro rozlišování druhů se stále více stává analýza sekvencí DNA, v mnoha případech může jít o jedinou použitelnou metodou. Tyto metody výrazně přispěly k objevu kryptických druhů včetně takových emblematických druhů, jako je muchomůrka nebo afričtí sloni.

## Evoluce a ekologie

### Proces speciace

Druhový komplex obvykle tvoří monofyletickou skupinu, která se diverzifikovala relativně nedávno, jak ukazují krátké větve mezi druhy A–E (modrý rámeček) v tomto fylogenetickém stromě.

Druhy tvořící komplex se od sebe obvykle oddělily poměrně nedávno, což někdy umožňuje vysledovat proces speciace. Druhy s diferencovanými populacemi, jako jsou prstencové druhy, jsou někdy považovány za příklad rané, probíhající speciace: vznikající druhový komplex. Někdy jsou však podobné, avšak odlišné druhy izolovány po dlouhou dobu, aniž by se vyvinuly morfologické rozdíly, což je fenomén známý jako "morfologická stáze". Například amazonská žába Pristimantis ockendeni jsou ve skutečnosti nejméně tři různé druhy, které se oddělily před více než 5 miliony let.
Stabilizující selekce se uplatňuje jako síla udržující podobnost v druhových komplexech, zvláště když se přizpůsobily speciálním prostředím (jako je hostitel v případě symbiontů nebo extrémní prostředí). To může omezovat možné směry evoluce; v takových případech nelze očekávat silně divergentní výběr. Také nepohlavní rozmnožování, jako je apomixie u rostlin, může oddělit linie bez vytvoření velkého stupně morfologické diferenciace.